# A Kiss to Build a Dream On
Pour les articles homonymes, voir Kiss et Dream.
Clip vidéo
[vidéo] « Louis Armstrong - A Kiss To Build A Dream On (Live At The BBC) », sur YouTube
[vidéo] « Kay Brown - A Kiss to Build a Dream On (extrait du film) », sur YouTube
A Kiss to Build a Dream On (Un baiser pour y construire un rêve, en anglais) est une chanson d'amour-standard de jazz-musique de film américain, composée par Harry Ruby, et écrite par Bert Kalmar, et Oscar Hammerstein II. Elle est enregistrée pour la première fois en 1951 par Louis Armstrong chez Decca Records (27720) et Brunswick Records (82521) et pour le film Le Cabaret du soleil couchant, de László Kardos, de la Metro-Goldwyn-Mayer.

## Histoire
Bert Kalmar et Harry Ruby écrivent et composent une chanson en 1935, intitulée Moonlight on the Meadow (Clair de lune sur le pré) pour le film américain Une nuit à l'opéra, de Sam Wood, avec les Marx Brothers (pour lequel elle n'est finalement pas utilisée). 
Oscar Hammerstein II adapte alors les paroles plus tard en « Un baiser pour construire un rêve » pour le film musical Le Cabaret du soleil couchant de László Kardos de 1951 (avec Louis Armstrong dans son propre rôle, qui enregistre avec succès le titre dans les studios de la Metro-Goldwyn-Mayer d'Hollywood, avec ses célèbres voix et trompette, avec ses musiciens Jack Teagarden, Barney Bigard, Earl Hines, Arvell Shaw (en), et Cozy Cole) « Donne-moi un baiser pour construire un rêve, et mon imagination s'épanouira grâce à ce baiser, chérie, je ne demande rien de plus que ça, un baiser pour construire un rêve, donne-moi un baiser avant de me quitter, et mon imagination nourrira mon cœur affamé... ». 
La chanson culmine pendant onze semaines dans les charts américains, et est nommée pour l'Oscar de la meilleure chanson originale 1952 (face au lauréat In the Cool, Cool, Cool of the Evening du film Si l'on mariait papa, de Frank Capra). 

## Reprises et adaptations
Elle est rééditée plusieurs fois, et reprise avec succès, entre autres par Bing Crosby (1951), Jimmy Dorsey (1951), Dean Martin (1952), Richard Chamberlain (1962), Van Morrison (album The Healing Game, 1996), Tony Bennett (2002), Rod Stewart (2004), Peggy Lee (The Lost Radio Recordings, 2015), Gunhild Carling...

## Cinéma
- 1935 : Une nuit à l'opéra de Sam Wood, avec les Marx Brothers (finalement non retenue).
- 1951 : Le Cabaret du soleil couchant de László Kardos, interprétée par Kay Brown (singer) (en), musique récurrente du film, nommée pour l'Oscar de la meilleure chanson originale en 1952[5].
- 1993 : Nuits blanches à Seattle, de Nora Ephron, avec Tom Hanks et Meg Ryan.